# Aon Al-Maharmeh
Aon Al-Maharmeh (Amán, 16 de enero de 2001) es un futbolista jordano que juega en la demarcación de centrocampista para el Al-Nasr de la Liga Profesional de Omán.

## Selección nacional
Tras jugar en las categorías inferiores de la selección, finalmente hizo su debut con la selección absoluta de Jordania el 27 de enero de 2025 contra Uzbekistán en un partido amistoso que finalizó con un resultado de empate a cero.

## Clubes
| Club                 | País     | Año       | Partidos | Goles |
| -------------------- | -------- | --------- | -------- | ----- |
| Sahab SC             | Jordania | 2021-2022 |          |       |
| Al Jazira Ammán      | Jordania | 2022-2023 |          |       |
| Ma'an SC             | Jordania | 2023-2024 |          |       |
| Shabab Al-Ordon Club | Jordania | 2024-2025 |          |       |
| Al-Nasr              | Omán     | 2025-     | 2        | 0     |